# Buslijn 194 (Amsterdam-Schiphol)
Buslijn 194 is een buslijn van Connexxion die de Amsterdamse wijk Osdorp De Aker met bedrijventerrein Lijnden, Badhoevedorp en Schiphol verbindt. Lijn 194 is de derde lijn die dit nummer draagt en is onderdeel van Schipholnet.

## Geschiedenis

### Lijn 194 I
Op 2 juni 1985 stelde de toenmalige streekvervoerder Centraal Nederland spitslijn 194 in van Nieuwkoop via Nieuwveen, De Kwakel, Aalsmeer en Amstelveen Plein 1960 naar Amsterdam Sloterdijk. De lijn reed drie à vier keer per dag.
Op 27 mei 1990 kwamen daar twee ritten bij in de tegenovergestelde richting tot Bloemenveiling Aalsmeer; deze werden een jaar later afgesplitst tot lijn 195 welke in 1992 alweer ter ziele ging.
Op 29 mei 1994 werd ook CN opgeheven en verdeeld (feitelijk teruggesplitst) tussen NZH en Midnet; de lijnen in het westelijk vervoergebied waren voortaan NZH-lijnen, lijn 194 kwam te vervallen.

### Lijn 194 II
Op 24 mei 1998 stelde NZH een nieuwe lijn 194 in van Amstelveen busstation naar Schiphol-Oost. De lijn reed doordeweeks overdag elk kwartier, op zaterdag elk half uur, en 's avonds en op zondag elk uur. In 1999 fuseerden NZH en Midnet met de omringende streekvervoerders tot Connexxion; lijn 194 werd op 26 maart 2000 in het Schiphol Sternet opgenomen en doorgetrokken naar Schiphol Rijk. De lijn reed al niet meer 's avonds en werd verder teruggebracht tot een halfuursdienst in de spits, een uurdienst in de daluren en op zaterdag, en drie ritten op zondag. Op 7 januari 2001 ging lijn 194 doordeweeks naar station Hoofddorp rijden, en daarbuiten tot Schiphol Oost. De ritten in het weekeinde kwamen een jaar later te vervallen, en vanaf 14 december 2003 werd het traject Amstelveen-Schiphol Oost uitgebreid naar een kwartierdienst; dit ter vervanging van KLM-pendelbuslijn 425. Op 27 mei 2006 werd lijn 194 in de spits doorgetrokken naar Spaarne Ziekenhuis; daarbuiten ging de lijn elk half uur naar Schiphol-Rijk rijden.  

#### Lijnen 168 en 194
Op 9 december 2007 werd het traject Amstelveen-Schiphol opgegeven en vervangen door lijn 186 en 187; lijn 194 ging ook weer 's avonds en in het weekeinde rijden en was buiten de spits een stadslijn op het traject station Hoofddorp-Spaarne Ziekenhuis. In combinatie met lijn 168 ontstond er een kwartierdienst die vanaf 13 december 2009 geheel als lijn 194 werd gereden. In de ochtendspits reed de lijn twee lange ritten naar Schiphol Rijk en 's middags twee keer in de tegenovergestelde richting. Op 11 december 2011 kwamen deze ritten te vervallen; lijn 194 reed vanaf toen als lijn 168. Passagiers richting Schiphol konden overstappen op lijn 140 en 300. Lijn 168 werd op 10 december 2017 opgewaardeerd tot R-netlijn 341 en doorgetrokken naar Amsterdam.

### Lijn 194 III
In december 2013 stelde Connexxion de huidige lijn 194 in als spitslijn ter aanvulling op lijn 192 die in de spits werd teruggebracht tot halfuursdienst. Op 14 december 2015 werden lijn 192 en de toenmalige lijn 195 opgeheven; lijn 194 werd een volwaardige daglijn die sinds december 2017 ook 's avonds en in het weekeinde rijdt, zij het niet meer door maar langs Badhoevedorp.
Op 25 augustus 2019 werd lijn 194 richting Badhoevedorp doorgetrokken naar Schiphol P30. In de andere richting is knooppunt Schiphol-Noord het eindpunt, hierdoor reed lijn 194 uitsluitend richting Amsterdam langs Schiphol Airport. Op 3 januari 2021 werd de exploitatie weer beperkt tot maandag tot en met vrijdag overdag.